# Cassidula doliolum
Cassidula doliolum är en snäckart som först beskrevs av Petit 1843.  Cassidula doliolum ingår i släktet Cassidula och familjen dvärgsnäckor. Inga underarter finns listade i Catalogue of Life.